# 格里戈里·韋爾日比茨基
格里戈里·阿法納西耶維奇·韋爾日比茨基（俄语：Григорий Афанасьевич Вержбицкий，1875年1月25日—1942年12月20日）是俄羅斯帝國陸軍中將，也是俄國內戰期間外貝加爾地區的白軍領袖之一。

## 生平
韋爾日比茨基於1897年自敖德薩步兵工程學院畢業，隨後進入俄羅斯帝國陸軍服役，曾參加日俄戰爭、第一次世界大戰，1915年時已晉升為上校。俄國內戰開始後，韋爾日比茨基加入了高爾察克在鄂木斯克成立的臨時政府，並被任命為第三西伯利亞草原軍的指揮官，同時晉升為中將。
高爾察克兵敗後，韋爾日比茨基率領殘部穿越了冰凍的貝加爾湖，在赤塔與格里戈里·謝苗諾夫的另一支白軍部隊會合，擔任第二獨立步槍兵軍的指揮官，在1920年秋季之前仍在遠東地區活動。隨後，韋爾日比茨基逃往中國，他雖然曾被紅軍扶植的遠東共和國任命為制憲會議成員，但並沒有實際參與。
韋爾日比茨基在1921至1922年間又在阿穆爾河沿岸臨時政府擔任軍隊總司令，但這個政權僅能倚賴日本的支持而存在，當日軍撤離後，臨時政府隨即潰敗，韋爾日比茨基再度逃到中國，寓居於哈爾濱。韋爾日比茨基晚年曾擔任俄羅斯全軍聯盟的幹部，並接受日本的支持，後於1942年12月20日在天津逝世。

## 授勳
- 聖喬治勳章（英语：Order of St. George）第四級
- 聖喬治勳章（英语：Order of St. George）第三級
- 聖安娜勳章（英语：Order of St. Anna）第二級
- 聖安娜勳章（英语：Order of St. Anna）第四級
- 聖史坦尼斯勞斯勳章（英语：Order of St. Stanislaus）第三級
- 聖弗拉基米爾勳章（英语：Order of St Vladimir）第四級
- 聖喬治勳章（英语：Order of St. George）配棕櫚枝